# Ларсон, Бриджа
Бриджа Ларсон (англ. Breeja Larson; род. 16 апреля 1992, Меса, Аризона) — американская пловчиха, специализирующаяся на плавании брассом. Олимпийская чемпионка и чемпионка мира.

## Биография
Ларсон родилась в городе Меса. В её семье семеро детей, все сёстры. Позже Ларсон переехала в Бойсе, где в течение трех лет училась в средней школе Centennial, а в 2010 году окончила среднюю школу Маунтин-Вью в Месе. Она плавала в школьных командах Centennial Patriot и Mountain View Toros. В последние годы обучения в школе она заняла второе место в соревнованиях по плаванию брассом на 100 ярдов.
Она училась в Техасском университете A&M, где с 2011 по 2014 год выступала за команду Texas A&M Aggies в соревнованиях Национальной студенческой спортивной ассоциации. На первом курсе она заняла второе место в плавании на 100 и 200 ярдов брассом на чемпионате NCAA. В 2012 году она стала чемпионкой NCAA в плавании брассом на 100 ярдов и заняла третье место в соревнованиях на 200 ярдов.
На олимпийском отборе в сборную США 2012 года в Омахе, Ларсон вошла в состав олимпийской сборной, выиграв стометровку брассом. Она показала время 1.05,92, опередив Ребекку Сони. На летних Олимпийских играх 2012 года в Лондоне она завоевала золотую медаль, выступая в отборочном заплыве комбинированной эстафеты 4 по 100 метров. Изначально в соревнованиях женщин на 100 м брассом Ларсон зафиксировали фальстарт, но затем судьи определили, что это была техническая проблема и сняли дисквалификацию, восстановив результат. Она заняла шестое место.